# Stefan Brasas
Stefan Brasas (* 31. August 1967 in Münster) ist ein ehemaliger deutscher Fußballtorhüter und derzeitiger Torwarttrainer.

## Karriere als Spieler
Brasas begann seine Karriere bei Preußen Münster und dem VfL Bochum. 1987 wechselte er zur Amateurmannschaft von Werder Bremen. Nach einem Wechsel im folgenden Jahr zum FC Mahndorf spielte er im Jahre 1989 für die Stuttgarter Kickers, mit denen er am Ende der Saison 1990/1991 in die Bundesliga aufstieg. Hier wurde Brasas wegen einer Verletzung nach acht Spieltagen durch Claus Reitmaier ersetzt. 
Zur Saison 1992/93 wechselte er zum Erstliga-Aufsteiger Saarbrücken. Nach einer Spielzeit ging er zurück nach Stuttgart. Schließlich wechselte er 1995 zum SV Meppen in die 2. Liga. In seiner ersten Saison sah er vier gelbe Karten und eine rote Karte. Sein einziges Feldtor erzielte er in der Saison 1995/96 im Spiel beim FC Carl Zeiss Jena kurz vor Spielschluss zum 2:2-Ausgleich. In der Saison 2000/01 wurde er zum besten Torhüter des DFB-Hallenpokals gewählt, bei dem er mit Werder Bremen das Finale erreicht hatte. 
Seinen einzigen Titel in Deutschland holte er 1999 als Ersatztorwart mit Werder Bremen, als er den DFB-Pokal gewann und sich zuvor im Halbfinale gegen seinen ehemaligen Verein Stuttgarter Kickers nach Verlängerung durchgesetzt hatte. 2002 wechselte er nach Zypern und wurde dort Meister mit Omonia Nikosia. Die letzten zwei Jahre seiner Karriere verbrachte er bei der SpVgg Unterhaching. 2005 beendete er seine aktive Laufbahn nach 211 Zweitliga- und 41 Bundesligaspielen.
Brasas war mit einer Körpergröße von 2,02 m einer der größten Torhüter der Bundesliga.

## Karriere als Trainer
Nach längerem Engagement für den nigerianischen Fußballverband war Brasas vom 15. Februar 2008 bis 9. Juli 2008 als Torwarttrainer beim Wuppertaler SV Borussia tätig. Von Juli 2008 bis Dezember 2009 arbeitete er als Torwarttrainer unter Cheftrainer Winfried Schäfer für Al Ain Club aus den Vereinigten Arabischen Emiraten. Ab dem 1. August 2011 ist er Torwarttrainer der Nationalmannschaft Thailands.